# Jahrbuch der Elektrochemie
Die Reihe Jahrbuch der Elektrochemie wurde vom Physikochemiker Walther Nernst zusammen mit Wilhelm Borchers 1895 ins Leben gerufen. Sie umfasst eine zusammenfassende Bewertung aller Publikationen über das neue Gebiet der Elektrochemie eines Jahres in der Qualität des Chemischen Zentralblatts oder Dinglers Polytechnischem Journal. 1901 übernahm sein Schüler Heinrich Danneel die Redaktion.
1904 wurde das Erscheinen eingestellt. Der Redakteur erhielt von Richard Abegg eine Privatdozentenstelle an der TH Breslau und wirkte mit ab Band 10 der Zeitschrift für Elektrochemie und angewandte physikalische Chemie, dem Mitteilungsblatt der Deutschen Bunsen-Gesellschaft für Angewandte Physikalische Chemie.